# Le mani forti
Le mani forti è un film del 1997 diretto da Franco Bernini.
Fu presentato nella Settimana internazionale della critica del 50º Festival di Cannes.

## Trama
La dottoressa Martinelli (Neri) è una giovane psicanalista che, fra i vari pazienti che segue, resta particolarmente colpita da uno di essi: Dario Campisi (Amendola). Attraverso i racconti di quest'ultimo durante le sedute di psicoanalisi, emerge un'agghiacciante verità: Campisi, uomo dei servizi segreti, è il responsabile materiale della strage di Piazza della Loggia a Brescia, nella quale perì, tra le molte vittime, anche la sorella della psicanalista. 
Le sedute sono solo un mezzo per l'assassino per giungere alla catarsi, chiedendo aiuto e perdono alla sorella della vittima.